# Lángoló csillag
A Lángoló csillag (eredeti cím: Flaming Star) 1960-ban bemutatott amerikai westernfilm, melyet Don Siegel rendezett.  filmje, melyben Elvis Presley is szerepel. A forgatókönyvet Clair Huffaker és Nunnally Johnson írta, Huffaker Flaming Lance' című művéből. A főbb szerepekben Elvis Presley, Barbara Eden és Steve Forrest látható.

## Cselekmény
Sam Burton és indián felesége egy világtól elzárt kis farmon él, Sam korábbi házasságából maradt gyerekével és közös gyerekükkel. A féltestvérek erősen kötődnek egymáshoz, de az indiánok hadiösvényre lépnek, és a családnak közösen kell megvédenie magát a rézbőrűektől és a fehérektől egyaránt.

## Szereplők
- Elvis Presley – Pacer Burton
- Barbara Eden – Roslyn Pierce
- Steve Forrest  – Clint Burton
- Dolores del Río – Neddy Burton
- John McIntire – Sam "Pa" Burton
- L. Q. Jones – Tom Howard
- Douglas Dick – Will Howard
- Richard Jaeckel – Angus Pierce
- Rodolfo Acosta – Buffalo Horn
- Karl Swenson – Dred Pierce
- Ford Rainey – Doc Phillips